# Lijst van olympische medaillewinnaars schaatsen
Schaatsen is een van de sporten die op de Olympische Winterspelen worden beoefend. Deze pagina geeft de lijst van olympische medaillewinnaars in deze sport.

## Mannen

### 500 m
| Editie | Goud | Goud                        | Zilver | Zilver              | Brons | Brons            |
| ------ | ---- | --------------------------- | ------ | ------------------- | ----- | ---------------- |
| 1924   | USA  | Charles Jewtraw             | NOR    | Oskar Olsen         | NOR   | Roald Larsen     |
| 1924   | USA  | Charles Jewtraw             | NOR    | Oskar Olsen         | FIN   | Clas Thunberg    |
| 1928   | NOR  | Bernt Evensen               |        |                     | USA   | John Farrell     |
| 1928   | FIN  | Clas Thunberg               | FIN    | Jaakko Friman       |       |                  |
| 1928   | FIN  | Clas Thunberg               | NOR    | Roald Larsen        |       |                  |
| 1932   | USA  | Jack Shea                   | NOR    | Bernt Evensen       | CAN   | Alexander Hurd   |
| 1936   | NOR  | Ivar Ballangrud             | NOR    | Georg Krog          | USA   | Leo Freisinger   |
| 1948   | NOR  | Finn Helgesen               | USA    | Ken Bartholomew     |       |                  |
| 1948   | NOR  | Finn Helgesen               | NOR    | Thomas Byberg       |       |                  |
| 1948   | NOR  | Finn Helgesen               | USA    | Robert Fitzgerald   |       |                  |
| 1952   | USA  | Ken Henry                   | USA    | Don McDermott       | CAN   | Gordon Audley    |
| 1952   | USA  | Ken Henry                   | USA    | Don McDermott       | NOR   | Arne Johansen    |
| 1956   | URS  | Jevgeni Grisjin             | URS    | Rafael Gratsj       | NOR   | Alv Gjestvang    |
| 1960   | URS  | Jevgeni Grisjin             | USA    | Bill Disney         | URS   | Rafael Gratsj    |
| 1964   | USA  | Richard McDermott           | NOR    | Alv Gjestvang       |       |                  |
| 1964   | USA  | Richard McDermott           | URS    | Jevgeni Grisjin     |       |                  |
| 1964   | USA  | Richard McDermott           | URS    | Vladimir Orlov      |       |                  |
| 1968   | FRG  | Erhard Keller               | USA    | Richard McDermott   |       |                  |
| 1968   | FRG  | Erhard Keller               | NOR    | Magne Thomassen     |       |                  |
| 1972   | FRG  | Erhard Keller               | SWE    | Hasse Börjes        | URS   | Valeri Moeratov  |
| 1976   | URS  | Jevgeni Koelikov            | URS    | Valeri Moeratov     | USA   | Dan Immerfall    |
| 1980   | USA  | Eric Heiden                 | URS    | Jevgeni Koelikov    | NED   | Lieuwe de Boer   |
| 1984   | URS  | Sergej Fokitsjev            | JPN    | Yoshihiro Kitazawa  | CAN   | Gaétan Boucher   |
| 1988   | GDR  | Uwe-Jens Mey                | NED    | Jan Ykema           | JPN   | Akira Kuroiwa    |
| 1992   | GER  | Uwe-Jens Mey                | JPN    | Toshiyuki Kuroiwa   | JPN   | Junichi Inoue    |
| 1994   | RUS  | Aleksandr Goloebev          | RUS    | Sergej Klevtsjenja  | JPN   | Manabu Horii     |
| 1998   | JPN  | Hiroyasu Shimizu            | CAN    | Jeremy Wotherspoon  | CAN   | Kevin Overland   |
| 2002   | USA  | Casey FitzRandolph          | JPN    | Hiroyasu Shimizu    | USA   | Kip Carpenter    |
| 2006   | USA  | Joey Cheek                  | RUS    | Dmitri Dorofejev    | KOR   | Lee Kang-seok    |
| 2010   | KOR  | Mo Tae-bum                  | JPN    | Keiichiro Nagashima | JPN   | Joji Kato        |
| 2014   | NED  | Michel Mulder               | NED    | Jan Smeekens        | NED   | Ronald Mulder    |
| 2018   | NOR  | Håvard Holmefjord Lorentzen | KOR    | Cha Min-kyu         | CHN   | Gao Tingyu       |
| 2022   | CHN  | Gao Tingyu                  | KOR    | Cha Min-kyu         | JPN   | Wataru Morishige |

| Land   | Goud | Zilver | Brons | Tot. |
| ------ | ---- | ------ | ----- | ---- |
| USA    | 7    | 5      | 4     | 16   |
| NOR    | 4    | 6      | 4     | 14   |
| URS    | 4    | 5      | 2     | 11   |
| FRG    | 2    | 0      | 0     | 2    |
| JPN    | 1    | 4      | 5     | 10   |
| NED    | 1    | 2      | 2     | 5    |
| KOR    | 1    | 2      | 1     | 4    |
| RUS    | 1    | 2      | 0     | 3    |
| FIN    | 1    | 0      | 2     | 3    |
| CHN    | 1    | 0      | 1     | 2    |
| GDR    | 1    | 0      | 0     | 1    |
| GER    | 1    | 0      | 0     | 1    |
| CAN    | 0    | 1      | 4     | 5    |
| SWE    | 0    | 1      | 0     | 1    |
| Totaal | 25   | 28     | 25    | 78   |

Meervoudige medaillewinnaars
| Succesvolste | Meervoudige                                                                                        |
| --- | -------------------------------------------------------------------------------------------------- |
| 2-1-0 Jevgeni Grisjin 2-0-0 Erhard Keller 2-0-0 / Uwe-Jens Mey 1-1-0 Bernt Evensen 1-1-0 Richard McDermott 1-1-0 Jevgeni Koelikov 1-1-0 Hiroyasu Shimizu 1-0-1 Gao Tingyu 1-0-1 Clas Thunberg | 0-2-0 Cha Min-kyu 0-1-1 Alv Gjestvang 0-1-1 Rafael Gratsj 0-1-1 Valeri Moeratov 0-0-2 Roald Larsen |

### 1000 m
| Editie | Goud | Goud              | Zilver | Zilver                      | Brons | Brons                       |
| ------ | ---- | ----------------- | ------ | --------------------------- | ----- | --------------------------- |
| 1976   | USA  | Peter Mueller     | NOR    | Jørn Didriksen              | URS   | Valeri Moeratov             |
| 1980   | USA  | Eric Heiden       | CAN    | Gaétan Boucher              | URS   | Vladimir Lobanov            |
| 1980   | USA  | Eric Heiden       | CAN    | Gaétan Boucher              | NOR   | Frode Rønning               |
| 1984   | CAN  | Gaétan Boucher    | URS    | Sergej Chlebnikov           | NOR   | Kai Arne Engelstad          |
| 1988   | URS  | Nikolaj Goeljajev | GDR    | Uwe-Jens Mey                | URS   | Igor Zjelezovski            |
| 1992   | GER  | Olaf Zinke        | KOR    | Kim Yun-man                 | JPN   | Yukinori Miyabe             |
| 1994   | USA  | Dan Jansen        | BLR    | Igor Zjelezovski            | RUS   | Sergej Klevtsjenja          |
| 1998   | NED  | Ids Postma        | NED    | Jan Bos                     | JPN   | Hiroyasu Shimizu            |
| 2002   | NED  | Gerard van Velde  | NED    | Jan Bos                     | USA   | Joey Cheek                  |
| 2006   | USA  | Shani Davis       | USA    | Joey Cheek                  | NED   | Erben Wennemars             |
| 2010   | USA  | Shani Davis       | KOR    | Mo Tae-bum                  | USA   | Chad Hedrick                |
| 2014   | NED  | Stefan Groothuis  | CAN    | Denny Morrison              | NED   | Michel Mulder               |
| 2018   | NED  | Kjeld Nuis        | NOR    | Håvard Holmefjord Lorentzen | KOR   | Kim Tae-yun                 |
| 2022   | NED  | Thomas Krol       | CAN    | Laurent Dubreuil            | NOR   | Håvard Holmefjord Lorentzen |

| Land   | Goud | Zilver | Brons | Tot. |
| ------ | ---- | ------ | ----- | ---- |
| NED    | 5    | 2      | 2     | 9    |
| USA    | 5    | 1      | 2     | 8    |
| CAN    | 1    | 3      | 0     | 4    |
| URS    | 1    | 1      | 3     | 5    |
| GER    | 1    | 0      | 0     | 1    |
| NOR    | 0    | 2      | 3     | 5    |
| KOR    | 0    | 2      | 1     | 3    |
| BLR    | 0    | 1      | 0     | 1    |
| GDR    | 0    | 1      | 0     | 1    |
| JPN    | 0    | 0      | 2     | 2    |
| RUS    | 0    | 0      | 1     | 1    |
| Totaal | 12   | 12     | 13    | 37   |

Meervoudige medaillewinnaars
| Succesvolste                           | Meervoudige                                                                               |
| -------------------------------------- | ----------------------------------------------------------------------------------------- |
| 2-0-0 Shani Davis 1-1-0 Gaétan Boucher | 0-2-0 Jan Bos 0-1-1 / Igor Zjelezovski 0-1-1 Joey Cheek 0-1-1 Håvard Holmefjord Lorentzen |

### 1500 m
| Editie | Goud | Goud              | Zilver | Zilver                | Brons | Brons              |
| ------ | ---- | ----------------- | ------ | --------------------- | ----- | ------------------ |
| 1924   | FIN  | Clas Thunberg     | NOR    | Roald Larsen          | NOR   | Sigurd Moen        |
| 1928   | FIN  | Clas Thunberg     | NOR    | Bernt Evensen         | NOR   | Ivar Ballangrud    |
| 1932   | USA  | Jack Shea         | CAN    | Alexander Hurd        | CAN   | Willy Logan        |
| 1936   | NOR  | Charles Mathiesen | NOR    | Ivar Ballangrud       | FIN   | Birger Wasenius    |
| 1948   | NOR  | Sverre Farstad    | SWE    | Åke Seyffarth         | NOR   | Odd Lundberg       |
| 1952   | NOR  | Hjalmar Andersen  | NED    | Wim van der Voort     | NOR   | Roald Aas          |
| 1956   | URS  | Jevgeni Grisjin   |        |                       | FIN   | Toivo Salonen      |
| 1956   | URS  | Joeri Michajlov   |        |                       | FIN   | Toivo Salonen      |
| 1960   | NOR  | Roald Aas         |        |                       | URS   | Boris Stenin       |
| 1960   | URS  | Jevgeni Grisjin   |        |                       | URS   | Boris Stenin       |
| 1964   | URS  | Ants Antson       | NED    | Kees Verkerk          | NOR   | Villy Haugen       |
| 1968   | NED  | Kees Verkerk      | NOR    | Ivar Eriksen          |       |                    |
| 1968   | NED  | Kees Verkerk      | NED    | Ard Schenk            |       |                    |
| 1972   | NED  | Ard Schenk        | NOR    | Roar Grønvold         | SWE   | Göran Claeson      |
| 1976   | NOR  | Jan Egil Storholt | URS    | Joeri Kondakov        | NED   | Hans van Helden    |
| 1980   | USA  | Eric Heiden       | NOR    | Kay Arne Stenshjemmet | NOR   | Terje Andersen     |
| 1984   | CAN  | Gaétan Boucher    | URS    | Sergej Chlebnikov     | URS   | Oleg Bozjev        |
| 1988   | GDR  | André Hoffmann    | USA    | Eric Flaim            | AUT   | Michael Hadschieff |
| 1992   | NOR  | Johann Olav Koss  | NOR    | Ådne Søndrål          | NED   | Leo Visser         |
| 1994   | NOR  | Johann Olav Koss  | NED    | Rintje Ritsma         | NED   | Falko Zandstra     |
| 1998   | NOR  | Ådne Søndrål      | NED    | Ids Postma            | NED   | Rintje Ritsma      |
| 2002   | USA  | Derek Parra       | NED    | Jochem Uytdehaage     | NOR   | Ådne Søndrål       |
| 2006   | ITA  | Enrico Fabris     | USA    | Shani Davis           | USA   | Chad Hedrick       |
| 2010   | NED  | Mark Tuitert      | USA    | Shani Davis           | NOR   | Håvard Bøkko       |
| 2014   | POL  | Zbigniew Bródka   | NED    | Koen Verweij          | CAN   | Denny Morrison     |
| 2018   | NED  | Kjeld Nuis        | NED    | Patrick Roest         | KOR   | Kim Min-seok       |
| 2022   | NED  | Kjeld Nuis        | NED    | Thomas Krol           | KOR   | Kim Min-seok       |

| Land   | Goud | Zilver | Brons | Tot. |
| ------ | ---- | ------ | ----- | ---- |
| NOR    | 8    | 7      | 8     | 23   |
| NED    | 5    | 9      | 4     | 18   |
| URS    | 4    | 2      | 2     | 8    |
| USA    | 3    | 3      | 1     | 7    |
| FIN    | 2    | 0      | 2     | 4    |
| CAN    | 1    | 1      | 2     | 4    |
| GDR    | 1    | 0      | 0     | 1    |
| ITA    | 1    | 0      | 0     | 1    |
| POL    | 1    | 0      | 0     | 1    |
| SWE    | 0    | 1      | 1     | 2    |
| KOR    | 0    | 0      | 2     | 2    |
| AUT    | 0    | 0      | 1     | 1    |
| Totaal | 26   | 23     | 23    | 72   |

Meervoudige medaillewinnaars
| Succesvolste | Meervoudige                                                                    |
| --- | ------------------------------------------------------------------------------ |
| 2-0-0 Clas Thunberg 2-0-0 Jevgeni Grisjin 2-0-0 Johann Olav Koss 2-0-0 Kjeld Nuis 1-1-1 Ådne Søndrål 1-1-0 Kees Verkerk 1-1-0 Ard Schenk 1-0-1 Roald Aas | 0-2-0 Shani Davis 0-1-1 Ivar Ballangrud 0-1-1 Rintje Ritsma 0-0-2 Kim Min-seok |

### 5000 m
| Editie | Goud | Goud              | Zilver | Zilver                | Brons | Brons                 |
| ------ | ---- | ----------------- | ------ | --------------------- | ----- | --------------------- |
| 1924   | FIN  | Clas Thunberg     | FIN    | Julius Skutnabb       | NOR   | Roald Larsen          |
| 1928   | NOR  | Ivar Ballangrud   | FIN    | Julius Skutnabb       | NOR   | Bernt Evensen         |
| 1932   | USA  | Irving Jaffee     | USA    | Eddie Murphy          | CAN   | Willy Logan           |
| 1936   | NOR  | Ivar Ballangrud   | FIN    | Birger Wasenius       | FIN   | Antero Ojala          |
| 1948   | NOR  | Reidar Liaklev    | NOR    | Odd Lundberg          | SWE   | Göthe Hedlund         |
| 1952   | NOR  | Hjalmar Andersen  | NED    | Kees Broekman         | NOR   | Sverre Haugli         |
| 1956   | URS  | Boris Sjilkov     | SWE    | Sigvard Ericsson      | URS   | Oleg Gontsjarenko     |
| 1960   | URS  | Viktor Kositsjkin | NOR    | Knut Johannesen       | NED   | Jan Pesman            |
| 1964   | NOR  | Knut Johannesen   | NOR    | Per Ivar Moe          | NOR   | Fred Anton Maier      |
| 1968   | NOR  | Fred Anton Maier  | NED    | Kees Verkerk          | NED   | Peter Nottet          |
| 1972   | NED  | Ard Schenk        | NOR    | Roar Grønvold         | NOR   | Sten Stensen          |
| 1976   | NOR  | Sten Stensen      | NED    | Piet Kleine           | NED   | Hans van Helden       |
| 1980   | USA  | Eric Heiden       | NOR    | Kay Arne Stenshjemmet | NOR   | Tom Erik Oxholm       |
| 1984   | SWE  | Tomas Gustafson   | URS    | Igor Malkov           | GDR   | René Schöfisch        |
| 1988   | SWE  | Tomas Gustafson   | NED    | Leo Visser            | NED   | Gerard Kemkers        |
| 1992   | NOR  | Geir Karlstad     | NED    | Falko Zandstra        | NED   | Leo Visser            |
| 1994   | NOR  | Johann Olav Koss  | NOR    | Kjell Storelid        | NED   | Rintje Ritsma         |
| 1998   | NED  | Gianni Romme      | NED    | Rintje Ritsma         | BEL   | Bart Veldkamp         |
| 2002   | NED  | Jochem Uytdehaage | USA    | Derek Parra           | GER   | Jens Boden            |
| 2006   | USA  | Chad Hedrick      | NED    | Sven Kramer           | ITA   | Enrico Fabris         |
| 2010   | NED  | Sven Kramer       | KOR    | Lee Seung-hoon        | RUS   | Ivan Skobrev          |
| 2014   | NED  | Sven Kramer       | NED    | Jan Blokhuijsen       | NED   | Jorrit Bergsma        |
| 2018   | NED  | Sven Kramer       | CAN    | Ted-Jan Bloemen       | NOR   | Sverre Lunde Pedersen |
| 2022   | SWE  | Nils van der Poel | NED    | Patrick Roest         | NOR   | Hallgeir Engebråten   |

| Land   | Goud | Zilver | Brons | Tot. |
| ------ | ---- | ------ | ----- | ---- |
| NOR    | 9    | 6      | 8     | 23   |
| NED    | 6    | 9      | 7     | 22   |
| USA    | 3    | 2      | 0     | 5    |
| SWE    | 3    | 1      | 1     | 5    |
| URS    | 2    | 1      | 1     | 4    |
| FIN    | 1    | 3      | 1     | 5    |
| CAN    | 0    | 1      | 1     | 2    |
| KOR    | 0    | 1      | 0     | 1    |
| BEL    | 0    | 0      | 1     | 1    |
| GER    | 0    | 0      | 1     | 1    |
| GDR    | 0    | 0      | 1     | 1    |
| ITA    | 0    | 0      | 1     | 1    |
| RUS    | 0    | 0      | 1     | 1    |
| Totaal | 24   | 24     | 24    | 72   |

Meervoudige medaillewinnaars
| Succesvolste | Meervoudige                                                |
| --- | ---------------------------------------------------------- |
| 3-1-0 Sven Kramer 2-0-0 Ivar Ballangrud 2-0-0 Tomas Gustafson 1-1-0 Knut Johannesen 1-0-1 Fred Anton Maier 1-0-1 Sten Stensen | 0-2-0 Julius Skutnabb 0-1-1 Leo Visser 0-1-1 Rintje Ritsma |

### 10.000 m
| Editie | Goud                                                             | Goud                                                             | Zilver                                                           | Zilver                                                           | Brons                                                            | Brons                                                            |
| ------ | ---------------------------------------------------------------- | ---------------------------------------------------------------- | ---------------------------------------------------------------- | ---------------------------------------------------------------- | ---------------------------------------------------------------- | ---------------------------------------------------------------- |
| 1924   | FIN                                                              | Julius Skutnabb                                                  | FIN                                                              | Clas Thunberg                                                    | NOR                                                              | Roald Larsen                                                     |
| 1928   | Medailles niet uitgereikt; wedstrijd niet voltooid vanwege dooi. | Medailles niet uitgereikt; wedstrijd niet voltooid vanwege dooi. | Medailles niet uitgereikt; wedstrijd niet voltooid vanwege dooi. | Medailles niet uitgereikt; wedstrijd niet voltooid vanwege dooi. | Medailles niet uitgereikt; wedstrijd niet voltooid vanwege dooi. | Medailles niet uitgereikt; wedstrijd niet voltooid vanwege dooi. |
| 1932   | USA                                                              | Irving Jaffee                                                    | NOR                                                              | Ivar Ballangrud                                                  | CAN                                                              | Frank Stack                                                      |
| 1936   | NOR                                                              | Ivar Ballangrud                                                  | FIN                                                              | Birger Wasenius                                                  | AUT                                                              | Max Stiepl                                                       |
| 1948   | SWE                                                              | Åke Seyffarth                                                    | FIN                                                              | Lassi Parkkinen                                                  | FIN                                                              | Pentti Lammio                                                    |
| 1952   | NOR                                                              | Hjalmar Andersen                                                 | NED                                                              | Kees Broekman                                                    | SWE                                                              | Carl-Erik Asplund                                                |
| 1956   | SWE                                                              | Sigvard Ericsson                                                 | NOR                                                              | Knut Johannesen                                                  | URS                                                              | Oleg Gontsjarenko                                                |
| 1960   | NOR                                                              | Knut Johannesen                                                  | URS                                                              | Viktor Kositsjkin                                                | SWE                                                              | Kjell Bäckman                                                    |
| 1964   | SWE                                                              | Jonny Nilsson                                                    | NOR                                                              | Fred Anton Maier                                                 | NOR                                                              | Knut Johannesen                                                  |
| 1968   | SWE                                                              | Johnny Höglin                                                    | NOR                                                              | Fred Anton Maier                                                 | SWE                                                              | Örjan Sandler                                                    |
| 1972   | NED                                                              | Ard Schenk                                                       | NED                                                              | Kees Verkerk                                                     | NOR                                                              | Sten Stensen                                                     |
| 1976   | NED                                                              | Piet Kleine                                                      | NOR                                                              | Sten Stensen                                                     | NED                                                              | Hans van Helden                                                  |
| 1980   | USA                                                              | Eric Heiden                                                      | NED                                                              | Piet Kleine                                                      | NOR                                                              | Tom Erik Oxholm                                                  |
| 1984   | URS                                                              | Igor Malkov                                                      | SWE                                                              | Tomas Gustafson                                                  | GDR                                                              | René Schöfisch                                                   |
| 1988   | SWE                                                              | Tomas Gustafson                                                  | AUT                                                              | Michael Hadschieff                                               | NED                                                              | Leo Visser                                                       |
| 1992   | NED                                                              | Bart Veldkamp                                                    | NOR                                                              | Johann Olav Koss                                                 | NOR                                                              | Geir Karlstad                                                    |
| 1994   | NOR                                                              | Johann Olav Koss                                                 | NOR                                                              | Kjell Storelid                                                   | NED                                                              | Bart Veldkamp                                                    |
| 1998   | NED                                                              | Gianni Romme                                                     | NED                                                              | Bob de Jong                                                      | NED                                                              | Rintje Ritsma                                                    |
| 2002   | NED                                                              | Jochem Uytdehaage                                                | NED                                                              | Gianni Romme                                                     | NOR                                                              | Lasse Sætre                                                      |
| 2006   | NED                                                              | Bob de Jong                                                      | USA                                                              | Chad Hedrick                                                     | NED                                                              | Carl Verheijen                                                   |
| 2010   | KOR                                                              | Lee Seung-hoon                                                   | RUS                                                              | Ivan Skobrev                                                     | NED                                                              | Bob de Jong                                                      |
| 2014   | NED                                                              | Jorrit Bergsma                                                   | NED                                                              | Sven Kramer                                                      | NED                                                              | Bob de Jong                                                      |
| 2018   | CAN                                                              | Ted-Jan Bloemen                                                  | NED                                                              | Jorrit Bergsma                                                   | ITA                                                              | Nicola Tumolero                                                  |
| 2022   | SWE                                                              | Nils van der Poel                                                | NED                                                              | Patrick Roest                                                    | ITA                                                              | Davide Ghiotto                                                   |

| Land   | Goud | Zilver | Brons | Tot. |
| ------ | ---- | ------ | ----- | ---- |
| NED    | 7    | 8      | 7     | 22   |
| SWE    | 6    | 1      | 3     | 10   |
| NOR    | 4    | 7      | 6     | 17   |
| USA    | 2    | 1      | 0     | 3    |
| FIN    | 1    | 3      | 1     | 5    |
| URS    | 1    | 1      | 1     | 3    |
| CAN    | 1    | 0      | 1     | 2    |
| KOR    | 1    | 0      | 0     | 1    |
| AUT    | 0    | 1      | 1     | 2    |
| RUS    | 0    | 1      | 0     | 1    |
| ITA    | 0    | 0      | 2     | 2    |
| GDR    | 0    | 0      | 1     | 1    |
| Totaal | 23   | 23     | 23    | 69   |

Meervoudige medaillewinnaars
| Succesvolste | Meervoudige                               |
| --- | ----------------------------------------- |
| 1-1-2 Bob de Jong 1-1-1 Knut Johannesen 1-1-0 Ivar Ballangrud 1-1-0 Piet Kleine 1-1-0 Tomas Gustafson 1-1-0 Johann Olav Koss 1-1-0 Gianni Romme 1-1-0 Jorrit Bergsma 1-0-1 Bart Veldkamp | 0-2-0 Fred Anton Maier 0-1-1 Sten Stensen |

### Massastart
| Editie | Goud | Goud           | Zilver | Zilver        | Brons | Brons          |
| ------ | ---- | -------------- | ------ | ------------- | ----- | -------------- |
| 2018   | KOR  | Lee Seung-hoon | BEL    | Bart Swings   | NED   | Koen Verweij   |
| 2022   | BEL  | Bart Swings    | KOR    | Chung Jae-won | KOR   | Lee Seung-hoon |

| Land | Goud | Zilver | Brons |
| ---- | ---- | ------ | ----- |
| KOR  | 1    | 1      | 1     |
| BEL  | 1    | 1      | 0     |
| NED  | 0    | 0      | 1     |

Meervoudige medaillewinnaars
| Succesvolste                           | Meervoudige |
| -------------------------------------- | ----------- |
| 1-1-0 Bart Swings 1-0-1 Lee Seung-hoon |             |

### Ploegenachtervolging
| Editie | Goud                                                                               | Zilver                                                                        | Brons                                                                           |
| ------ | ---------------------------------------------------------------------------------- | ----------------------------------------------------------------------------- | ------------------------------------------------------------------------------- |
| 2006   | Italië Matteo Anesi Enrico Fabris Ippolito Sanfratello Stefano Donagrandi          | Canada Arne Dankers Steven Elm Justin Warsylewicz Denny Morrison Jason Parker | Nederland Sven Kramer Mark Tuitert Carl Verheijen Rintje Ritsma Erben Wennemars |
| 2010   | Canada Mathieu Giroux Lucas Makowsky Denny Morrison                                | Verenigde Staten Trevor Marsicano Jonathan Kuck Brian Hansen Chad Hedrick     | Nederland Sven Kramer Mark Tuitert Simon Kuipers Jan Blokhuijsen                |
| 2014   | Nederland Jan Blokhuijsen Sven Kramer Koen Verweij                                 | Zuid-Korea Joo Hyung-joon Kim Cheol-min Lee Seung-hoon                        | Polen Zbigniew Bródka Konrad Niedźwiedzki Jan Szymański                         |
| 2018   | Noorwegen Håvard Bøkko Sindre Henriksen Simen Spieler Nilsen Sverre Lunde Pedersen | Zuid-Korea Chung Jae-won Kim Min-seok Lee Seung-hoon                          | Nederland Jan Blokhuijsen Sven Kramer Patrick Roest Koen Verweij                |
| 2022   | Noorwegen Hallgeir Engebråten Peder Kongshaug Sverre Lunde Pedersen                | ROC Daniil Aldoshkin Sergei Trofimov Roeslan Zacharov                         | Verenigde Staten Ethan Cepuran Casey Dawson Emery Lehman Joey Mantia            |

| Land   | Goud | Zilver | Brons | Tot. |
| ------ | ---- | ------ | ----- | ---- |
| NOR    | 2    | 0      | 0     | 2    |
| CAN    | 1    | 1      | 0     | 2    |
| NED    | 1    | 0      | 3     | 4    |
| ITA    | 1    | 0      | 0     | 1    |
| KOR    | 0    | 2      | 0     | 2    |
| USA    | 0    | 1      | 1     | 2    |
| ROC    | 0    | 1      | 0     | 1    |
| POL    | 0    | 0      | 1     | 1    |
| Totaal | 5    | 5      | 5     | 15   |

Meervoudige medaillewinnaars
| Succesvolste                                                                                                | Meervoudige                             |
| --- | --------------------------------------- |
| 2-0-0 Sverre Lunde Pedersen 1-1-0 Denny Morrison 1-0-3 Sven Kramer 1-0-2 Jan Blokhuijsen 1-0-1 Koen Verweij | 0-2-0 Lee Seung-hoon 0-0-2 Mark Tuitert |

## Vrouwen

### 500 m
| Editie | Goud | Goud                 | Zilver | Zilver                    | Brons | Brons              |
| ------ | ---- | -------------------- | ------ | ------------------------- | ----- | ------------------ |
| 1960   | EUA  | Helga Haase          | URS    | Natalja Dontsjenko        | USA   | Jeanne Ashworth    |
| 1964   | URS  | Lidia Skoblikova     | URS    | Irina Jegorova            | URS   | Tatjana Sidorova   |
| 1968   | URS  | Ljoedmila Titova     | USA    | Jennifer Fish             |       |                    |
| 1968   | URS  | Ljoedmila Titova     | USA    | Dianne Holum              |       |                    |
| 1968   | URS  | Ljoedmila Titova     | USA    | Mary Meyers               |       |                    |
| 1972   | USA  | Anne Henning         | URS    | Vera Krasnova             | URS   | Ljoedmila Titova   |
| 1976   | USA  | Sheila Young         | CAN    | Cathy Priestner           | URS   | Tatjana Averina    |
| 1980   | GDR  | Karin Enke           | USA    | Leah Mueller              | URS   | Natalja Petroeseva |
| 1984   | GDR  | Christa Rothenburger | GDR    | Karin Enke                | URS   | Natalja Sjive      |
| 1988   | USA  | Bonnie Blair         | GDR    | Christa Rothenburger      | GDR   | Karin Kania        |
| 1992   | USA  | Bonnie Blair         | CHN    | Ye Qiaobo                 | GER   | Christa Luding     |
| 1994   | USA  | Bonnie Blair         | CAN    | Susan Auch                | GER   | Franziska Schenk   |
| 1998   | CAN  | Catriona LeMay-Doan  | CAN    | Susan Auch                | JPN   | Tomomi Okazaki     |
| 2002   | CAN  | Catriona LeMay-Doan  | GER    | Monique Garbrecht-Enfeldt | GER   | Sabine Völker      |
| 2006   | RUS  | Svetlana Zjoerova    | CHN    | Wang Manli                | CHN   | Ren Hui            |
| 2010   | KOR  | Lee Sang-hwa         | GER    | Jenny Wolf                | CHN   | Wang Beixing       |
| 2014   | KOR  | Lee Sang-hwa         | RUS    | Olga Fatkoelina           | NED   | Margot Boer        |
| 2018   | JPN  | Nao Kodaira          | KOR    | Lee Sang-hwa              | CZE   | Karolína Erbanová  |
| 2022   | USA  | Erin Jackson         | JPN    | Miho Takagi               | ROC   | Angelina Golikova  |

| Land   | Goud | Zilver | Brons | Tot. |
| ------ | ---- | ------ | ----- | ---- |
| USA    | 6    | 4      | 1     | 11   |
| URS    | 2    | 3      | 5     | 10   |
| CAN    | 2    | 3      | 0     | 5    |
| GDR    | 2    | 2      | 1     | 5    |
| KOR    | 2    | 1      | 0     | 3    |
| JPN    | 1    | 1      | 1     | 3    |
| RUS    | 1    | 1      | 0     | 2    |
| EUA    | 1    | 0      | 0     | 1    |
| GER    | 0    | 2      | 3     | 5    |
| CHN    | 0    | 2      | 2     | 4    |
| NED    | 0    | 0      | 1     | 1    |
| CZE    | 0    | 0      | 1     | 1    |
| ROC    | 0    | 0      | 1     | 1    |
| Totaal | 17   | 19     | 16    | 52   |

Meervoudige medaillewinnaars
| Succesvolste | Meervoudige      |
| --- | ---------------- |
| 3-0-0 Bonnie Blair 2-1-0 Lee Sang-hwa 2-0-0 Catriona LeMay-Doan 1-1-1 Karin (Kania-) Enke 1-1-1 Christa (Luding-) Rothenburger 1-0-1 Ljoedmila Titova | 0-2-0 Susan Auch |

### 1000 m
| Editie | Goud | Goud                 | Zilver | Zilver               | Brons | Brons               |
| ------ | ---- | -------------------- | ------ | -------------------- | ----- | ------------------- |
| 1960   | URS  | Klara Goeseva        | EUA    | Helga Haase          | URS   | Tamara Rylova       |
| 1964   | URS  | Lidia Skoblikova     | URS    | Irina Jegorova       | FIN   | Kaija Mustonen      |
| 1968   | NED  | Carry Geijssen       | URS    | Ljoedmila Titova     | USA   | Dianne Holum        |
| 1972   | FRG  | Monika Pflug         | NED    | Atje Keulen-Deelstra | USA   | Anne Henning        |
| 1976   | URS  | Tatjana Averina      | USA    | Leah Poulos          | USA   | Sheila Young        |
| 1980   | URS  | Natalja Petroeseva   | USA    | Leah Mueller         | GDR   | Sylvia Albrecht     |
| 1984   | GDR  | Karin Enke           | GDR    | Andrea Schöne        | URS   | Natalja Petroeseva  |
| 1988   | GDR  | Christa Rothenburger | GDR    | Karin Kania          | USA   | Bonnie Blair        |
| 1992   | USA  | Bonnie Blair         | CHN    | Ye Qiaobo            | GER   | Monique Garbrecht   |
| 1994   | USA  | Bonnie Blair         | GER    | Anke Baier           | CHN   | Ye Qiaobo           |
| 1998   | NED  | Marianne Timmer      | USA    | Chris Witty          | CAN   | Catriona LeMay-Doan |
| 2002   | USA  | Chris Witty          | GER    | Sabine Völker        | USA   | Jennifer Rodriguez  |
| 2006   | NED  | Marianne Timmer      | CAN    | Cindy Klassen        | GER   | Anni Friesinger     |
| 2010   | CAN  | Christine Nesbitt    | NED    | Annette Gerritsen    | NED   | Laurine van Riessen |
| 2014   | CHN  | Zhang Hong           | NED    | Ireen Wüst           | NED   | Margot Boer         |
| 2018   | NED  | Jorien ter Mors      | JPN    | Nao Kodaira          | JPN   | Miho Takagi         |
| 2022   | JPN  | Miho Takagi          | NED    | Jutta Leerdam        | USA   | Brittany Bowe       |

| Land   | Goud | Zilver | Brons | Tot. |
| ------ | ---- | ------ | ----- | ---- |
| NED    | 4    | 4      | 2     | 10   |
| URS    | 4    | 2      | 2     | 8    |
| USA    | 3    | 3      | 5     | 11   |
| GDR    | 2    | 2      | 1     | 5    |
| CAN    | 1    | 1      | 1     | 3    |
| CHN    | 1    | 1      | 1     | 3    |
| JPN    | 1    | 1      | 1     | 3    |
| FRG    | 1    | 0      | 0     | 1    |
| GER    | 0    | 2      | 2     | 4    |
| EUA    | 0    | 1      | 0     | 1    |
| FIN    | 0    | 0      | 1     | 1    |
| Totaal | 16   | 16     | 16    | 48   |

Meervoudige medaillewinnaars
| Succesvolste | Meervoudige                                  |
| --- | -------------------------------------------- |
| 2-0-1 Bonnie Blair 2-0-0 Marianne Timmer 1-1-0 Karin (Kania-) Enke 1-1-0 Chris Witty 1-0-1 Natalja Petroeseva 1-0-1 Miho Takagi | 0-2-0 Leah (Mueller-) Poulos 0-1-1 Ye Qiaobo |

### 1500 m
| Editie | Goud | Goud               | Zilver | Zilver             | Brons | Brons                |
| ------ | ---- | ------------------ | ------ | ------------------ | ----- | -------------------- |
| 1960   | URS  | Lidia Skoblikova   | POL    | Elwira Seroczyńska | POL   | Helena Pilejczyk     |
| 1964   | URS  | Lidia Skoblikova   | FIN    | Kaija Mustonen     | URS   | Berta Kolokoltseva   |
| 1968   | FIN  | Kaija Mustonen     | NED    | Carry Geijssen     | NED   | Stien Kaiser         |
| 1972   | USA  | Dianne Holum       | NED    | Stien Baas-Kaiser  | NED   | Atje Keulen-Deelstra |
| 1976   | URS  | Galina Stepanskaja | USA    | Sheila Young       | URS   | Tatjana Averina      |
| 1980   | NED  | Annie Borckink     | NED    | Ria Visser         | GDR   | Sabine Becker        |
| 1984   | GDR  | Karin Enke         | GDR    | Andrea Schöne      | URS   | Natalja Petroeseva   |
| 1988   | NED  | Yvonne van Gennip  | GDR    | Karin Kania        | GDR   | Andrea Ehrig         |
| 1992   | GER  | Jacqueline Börner  | GER    | Gunda Niemann      | JPN   | Seiko Hashimoto      |
| 1994   | AUT  | Emese Hunyady      | RUS    | Svetlana Fedotkina | GER   | Gunda Niemann        |
| 1998   | NED  | Marianne Timmer    | GER    | Gunda Niemann      | USA   | Chris Witty          |
| 2002   | GER  | Anni Friesinger    | GER    | Sabine Völker      | USA   | Jennifer Rodriguez   |
| 2006   | CAN  | Cindy Klassen      | CAN    | Kristina Groves    | NED   | Ireen Wüst           |
| 2010   | NED  | Ireen Wüst         | CAN    | Kristina Groves    | CZE   | Martina Sáblíková    |
| 2014   | NED  | Jorien ter Mors    | NED    | Ireen Wüst         | NED   | Lotte van Beek       |
| 2018   | NED  | Ireen Wüst         | JPN    | Miho Takagi        | NED   | Marrit Leenstra      |
| 2022   | NED  | Ireen Wüst         | JPN    | Miho Takagi        | NED   | Antoinette de Jong   |

| Land   | Goud | Zilver | Brons | Tot. |
| ------ | ---- | ------ | ----- | ---- |
| NED    | 7    | 4      | 6     | 17   |
| URS    | 3    | 0      | 3     | 6    |
| GER    | 2    | 3      | 1     | 6    |
| GDR    | 1    | 2      | 2     | 5    |
| CAN    | 1    | 2      | 0     | 3    |
| USA    | 1    | 1      | 2     | 4    |
| FIN    | 1    | 1      | 0     | 2    |
| AUT    | 1    | 0      | 0     | 1    |
| JPN    | 0    | 2      | 1     | 3    |
| POL    | 0    | 1      | 1     | 2    |
| RUS    | 0    | 1      | 0     | 1    |
| CZE    | 0    | 0      | 1     | 1    |
| Totaal | 17   | 17     | 17    | 51   |

Meervoudige medaillewinnaars
| Succesvolste                                                                           | Meervoudige |
| -------------------------------------------------------------------------------------- | --- |
| 3-1-1 Ireen Wüst 2-0-0 Lidia Skoblikova 1-1-0 Kaija Mustonen 1-1-0 Karin (Kania-) Enke | 0-2-1 Gunda Niemann 0-2-0 Kristina Groves 0-2-0 Miho Takagi 0-1-1 Stien (Baas-) Kaiser 0-1-1 Andrea (Ehrig-) Mitscherlich |

### 3000 m
| Editie | Goud | Goud                | Zilver | Zilver                 | Brons | Brons                |
| ------ | ---- | ------------------- | ------ | ---------------------- | ----- | -------------------- |
| 1960   | URS  | Lidia Skoblikova    | URS    | Valentina Stenina      | FIN   | Eevi Huttunen        |
| 1964   | URS  | Lidia Skoblikova    | PRK    | Han Pil-hwa            |       |                      |
| 1964   | URS  | Lidia Skoblikova    | URS    | Valentina Stenina      |       |                      |
| 1968   | NED  | Ans Schut           | FIN    | Kaija Mustonen         | NED   | Stien Kaiser         |
| 1972   | NED  | Stien Baas-Kaiser   | USA    | Dianne Holum           | NED   | Atje Keulen-Deelstra |
| 1976   | URS  | Tatjana Averina     | GDR    | Andrea Mitscherlich    | NOR   | Lisbeth Korsmo       |
| 1980   | NOR  | Bjørg Eva Jensen    | GDR    | Sabine Becker          | USA   | Beth Heiden          |
| 1984   | GDR  | Andrea Schöne       | GDR    | Karin Enke             | GDR   | Gabi Schönbrunn      |
| 1988   | NED  | Yvonne van Gennip   | GDR    | Andrea Ehrig           | GDR   | Gabi Zange           |
| 1992   | GER  | Gunda Niemann       | GER    | Heike Warnicke         | AUT   | Emese Hunyady        |
| 1994   | RUS  | Svetlana Bazjanova  | AUT    | Emese Hunyady          | GER   | Claudia Pechstein    |
| 1998   | GER  | Gunda Niemann       | GER    | Claudia Pechstein      | GER   | Anni Friesinger      |
| 2002   | GER  | Claudia Pechstein   | NED    | Renate Groenewold      | CAN   | Cindy Klassen        |
| 2006   | NED  | Ireen Wüst          | NED    | Renate Groenewold      | CAN   | Cindy Klassen        |
| 2010   | CZE  | Martina Sáblíková   | GER    | Stephanie Beckert      | CAN   | Kristina Groves      |
| 2014   | NED  | Ireen Wüst          | CZE    | Martina Sáblíková      | RUS   | Olga Graf            |
| 2018   | NED  | Carlijn Achtereekte | NED    | Ireen Wüst             | NED   | Antoinette de Jong   |
| 2022   | NED  | Irene Schouten      | ITA    | Francesca Lollobrigida | CAN   | Isabelle Weidemann   |

| Land   | Goud | Zilver | Brons | Tot. |
| ------ | ---- | ------ | ----- | ---- |
| NED    | 7    | 3      | 3     | 13   |
| GER    | 3    | 3      | 2     | 8    |
| URS    | 3    | 2      | 0     | 6    |
| GDR    | 1    | 4      | 2     | 7    |
| CZE    | 1    | 1      | 0     | 2    |
| NOR    | 1    | 0      | 1     | 2    |
| RUS    | 1    | 0      | 1     | 2    |
| AUT    | 0    | 1      | 1     | 2    |
| FIN    | 0    | 1      | 1     | 2    |
| USA    | 0    | 1      | 1     | 2    |
| ITA    | 0    | 1      | 0     | 1    |
| PRK    | 0    | 1      | 0     | 1    |
| CAN    | 0    | 0      | 4     | 4    |
| Totaal | 17   | 18     | 16    | 51   |

Meervoudige medaillewinnaars
| Succesvolste | Meervoudige |
| --- | --- |
| 2-1-0 Ireen Wüst 2-0-0 Lidia Skoblikova 2-0-0 Gunda Niemann 1-2-0 Andrea (Schöne-/Ehrig-) Mitscherlich 1-1-1 Claudia Pechstein 1-1-0 Martina Sáblíková 1-0-1 Stien (Baas-) Kaiser | 0-2-0 Valentina Stenina 0-2-0 Renate Groenewold 0-1-1 Emese Hunyady 0-0-2 Gabi (Zange-) Schönbrunn 0-0-2 Cindy Klassen |

### 5000 m
| Editie | Goud | Goud              | Zilver | Zilver             | Brons | Brons                |
| ------ | ---- | ----------------- | ------ | ------------------ | ----- | -------------------- |
| 1988   | NED  | Yvonne van Gennip | GDR    | Andrea Ehrig       | GDR   | Gabi Zange           |
| 1992   | GER  | Gunda Niemann     | GER    | Heike Warnicke     | GER   | Claudia Pechstein    |
| 1994   | GER  | Claudia Pechstein | GER    | Gunda Niemann      | JPN   | Hiromi Yamamoto      |
| 1998   | GER  | Claudia Pechstein | GER    | Gunda Niemann      | KAZ   | Ljoedmila Prokasjeva |
| 2002   | GER  | Claudia Pechstein | NED    | Gretha Smit        | CAN   | Clara Hughes         |
| 2006   | CAN  | Clara Hughes      | GER    | Claudia Pechstein  | CAN   | Cindy Klassen        |
| 2010   | CZE  | Martina Sáblíková | GER    | Stephanie Beckert  | CAN   | Clara Hughes         |
| 2014   | CZE  | Martina Sáblíková | NED    | Ireen Wüst         | NED   | Carien Kleibeuker    |
| 2018   | NED  | Esmee Visser      | CZE    | Martina Sáblíková  | OAR   | Natalja Voronina     |
| 2022   | NED  | Irene Schouten    | CAN    | Isabelle Weidemann | CZE   | Martina Sáblíková    |

| Land   | Goud | Zilver | Brons | Tot. |
| ------ | ---- | ------ | ----- | ---- |
| GER    | 4    | 5      | 1     | 10   |
| NED    | 3    | 2      | 1     | 6    |
| CZE    | 2    | 1      | 1     | 4    |
| CAN    | 1    | 1      | 3     | 5    |
| GDR    | 0    | 1      | 1     | 2    |
| JPN    | 0    | 0      | 1     | 1    |
| KAZ    | 0    | 0      | 1     | 1    |
| OAR    | 0    | 0      | 1     | 1    |
| Totaal | 10   | 10     | 10    | 30   |

Meervoudige medaillewinnaars
| Succesvolste                                                                           | Meervoudige |
| -------------------------------------------------------------------------------------- | ----------- |
| 3-1-1 Claudia Pechstein 2-1-1 Martina Sáblíková 1-2-0 Gunda Niemann 1-0-2 Clara Hughes |             |

### Massastart
| Editie | Goud | Goud           | Zilver | Zilver         | Brons | Brons                  |
| ------ | ---- | -------------- | ------ | -------------- | ----- | ---------------------- |
| 2018   | JPN  | Nana Takagi    | KOR    | Kim Bo-reum    | NED   | Irene Schouten         |
| 2022   | NED  | Irene Schouten | CAN    | Ivanie Blondin | ITA   | Francesca Lollobrigida |

| Land | Goud | Zilver | Brons |
| ---- | ---- | ------ | ----- |
| NED  | 1    | 0      | 1     |
| JPN  | 1    | 0      | 0     |
| CAN  | 0    | 1      | 0     |
| KOR  | 0    | 1      | 0     |
| ITA  | 0    | 0      | 1     |

Meervoudige medaillewinnaars
| Succesvolste         | Meervoudige |
| -------------------- | ----------- |
| 1-0-1 Irene Schouten |             |

### Ploegenachtervolging
| Editie | Goud                                                                                           | Zilver                                                                              | Brons                                                                                                   |
| ------ | ---------------------------------------------------------------------------------------------- | ----------------------------------------------------------------------------------- | --- |
| 2006   | Duitsland Daniela Anschütz-Thoms Anni Friesinger Lucille Opitz Claudia Pechstein Sabine Völker | Canada Kristina Groves Clara Hughes Cindy Klassen Christine Nesbitt Shannon Rempel  | Rusland Jekaterina Abramova Varvara Barysjeva Galina Lichatsjova Jekaterina Lobysjeva Svetlana Vysokova |
| 2010   | Duitsland Daniela Anschütz-Thoms Stephanie Beckert Anni Friesinger-Postma Katrin Mattscherodt  | Japan Masako Hozumi Nao Kodaira Maki Tabata                                         | Polen Katarzyna Bachleda-Curuś Katarzyna Woźniak Luiza Złotkowska                                       |
| 2014   | Nederland Lotte van Beek Marrit Leenstra Jorien ter Mors Ireen Wüst                            | Polen Katarzyna Bachleda-Curuś Natalia Czerwonka Katarzyna Woźniak Luiza Złotkowska | Rusland Olga Graf Jekaterina Lobysjeva Jekaterina Sjichova Joelia Skokova                               |
| 2018   | Japan Ayaka Kikuchi Ayano Sato Miho Takagi Nana Takagi                                         | Nederland Lotte van Beek Antoinette de Jong Marrit Leenstra Ireen Wüst              | Verenigde Staten Heather Bergsma Brittany Bowe Mia Manganello Carlijn Schoutens                         |
| 2022   | Canada Ivanie Blondin Valérie Maltais Isabelle Weidemann                                       | Japan Ayano Sato Miho Takagi Nana Takagi                                            | Nederland Marijke Groenewoud Irene Schouten Ireen Wüst Antoinette de Jong                               |

| Land   | Goud | Zilver | Brons | Tot. |
| ------ | ---- | ------ | ----- | ---- |
| GER    | 2    | 0      | 0     | 2    |
| JPN    | 1    | 2      | 0     | 3    |
| NED    | 1    | 1      | 1     | 3    |
| CAN    | 1    | 1      | 0     | 2    |
| POL    | 0    | 1      | 1     | 2    |
| RUS    | 0    | 0      | 2     | 2    |
| USA    | 0    | 0      | 1     | 1    |
| Totaal | 5    | 5      | 5     | 15   |

Meervoudige medaillewinnaars
| Succesvolste | Meervoudige |
| --- | --- |
| 2-0-0 Daniela Anschütz-Thoms 2-0-0 Anni Friesinger (-Postma) 1-1-1 Ireen Wüst 1-1-0 Lotte van Beek 1-1-0 Marrit Leenstra 1-1-0 Ayano Sato 1-1-0 Miho Takagi 1-1-0 Nana Takagi | 0-1-1 Antoinette de Jong 0-1-1 Katarzyna Bachleda-Curuś 0-1-1 Katarzyna Woźniak 0-1-1 Luiza Złotkowska 0-0-2 Jekaterina Lobysjeva |

## Afgevoerd onderdeel

### Allround klassement (mannen)
| Editie | Goud | Goud          | Zilver | Zilver       | Brons | Brons           |
| ------ | ---- | ------------- | ------ | ------------ | ----- | --------------- |
| 1924   | FIN  | Clas Thunberg | NOR    | Roald Larsen | FIN   | Julius Skutnabb |

## Medaillewinnaars individueel

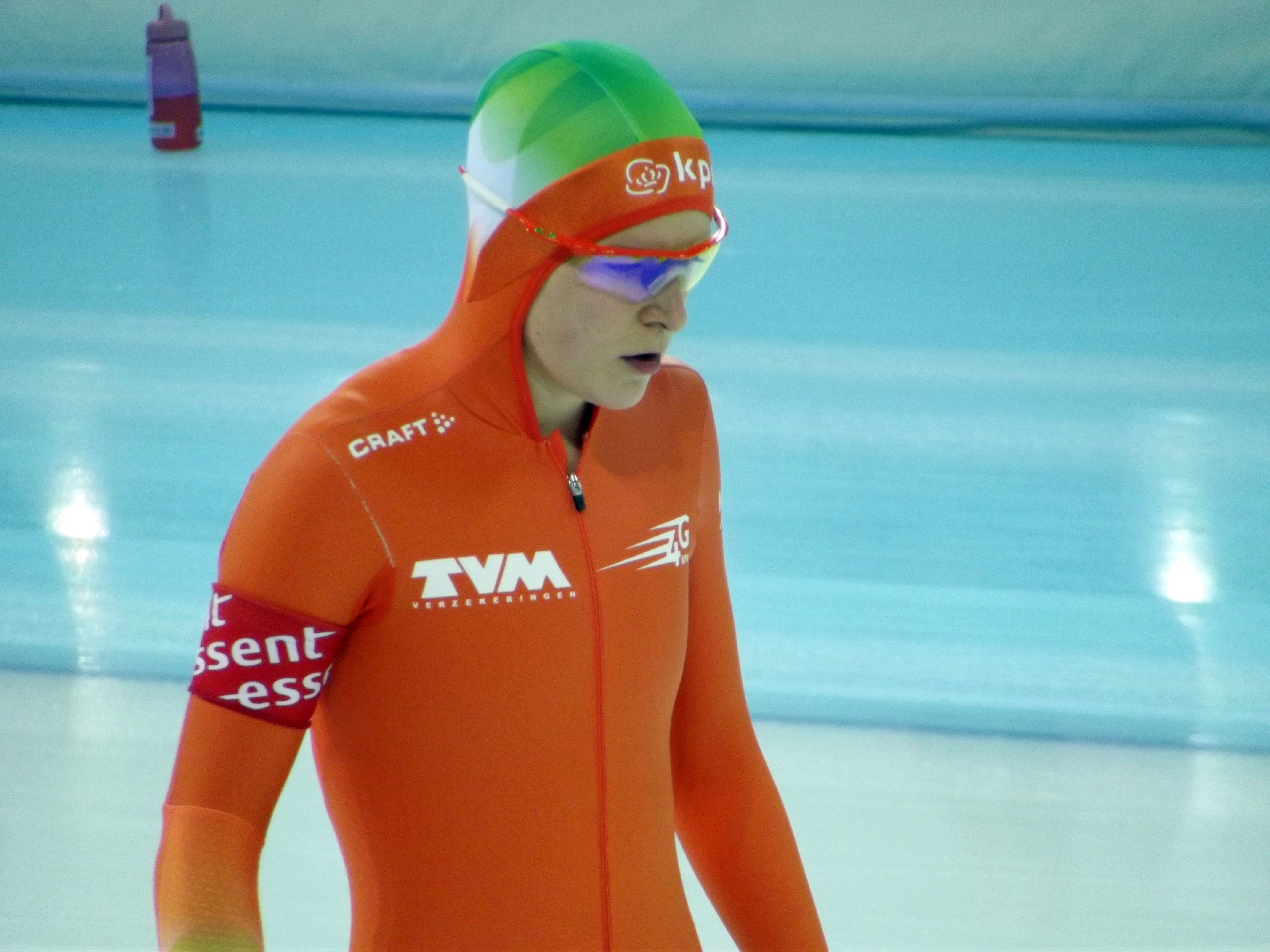
Ireen Wüst heeft de meeste olympische medailles gewonnen

Tot en met de Spelen van 2022.

### Overall
Onderstaand de "succesvolste deelnemers" met ten minste drie gouden medailles (analoog aan gelinkte lijst).
| P  | Olympiër          | NOC | Goud | Zilver | Brons | T  | Editie(s)      | Onderdelen (aantal)                                                                   |
| -- | ----------------- | --- | ---- | ------ | ----- | -- | -------------- | ------------------------------------------------------------------------------------- |
| 1  | Ireen Wüst        | NED | 6    | 5      | 2     | 13 | 2006-2022 (5)  | 1000m (1), 1500m (5), 3000m (3), 5000m (1), ploeg (3) 2014: 5 medailles (2-3-0)       |
| 2  | Lidia Skoblikova  | URS | 6    | 0      | 0     | 6  | 1960-1964 (2)  | 500m (1), 1000m (1), 1500m (2), 3000m (2) 1964: 4 medailles (100% score)              |
| 3  | Claudia Pechstein | GER | 5    | 2      | 2     | 9  | 1992-2006 (5)  | 3000m (3), 5000m (5), ploeg (1)                                                       |
| 4  | Clas Thunberg     | FIN | 5    | 1      | 1     | 7  | 1924-1928 (2)  | 500m (2), 1500m (2), 5000m (1), 10.000m (2), allround (1) 1924: 5 medailles (3-1-1)   |
| 5  | Bonnie Blair      | USA | 5    | 0      | 1     | 6  | 1988-1994 (3)  | 500m (3), 1000m (3)                                                                   |
| 6  | Eric Heiden       | USA | 5    | 0      | 0     | 5  | 1980 (1)       | 500m (1), 1000m (1), 1500m (1), 5000m (1), 10.000m (1) 1980: 5 medailles (100% score) |
| 7  | Sven Kramer       | NED | 4    | 2      | 3     | 9  | 2006-2018 (4)  | 5000m (4), 10.000m (1), ploeg (4)                                                     |
| 8  | Ivar Ballangrud   | NOR | 4    | 2      | 1     | 7  | 1928-1936 (3)  | 500m (1), 1500m (2), 5000m (2), 10.000m (2)                                           |
| 8  | Jevgeni Grisjin   | URS | 4    | 1      | 0     | 5  | 1956-1964 (3)  | 500m (3), 1500m (2)                                                                   |
| 10 | Johann Olav Koss  | NOR | 4    | 1      | 0     | 5  | 1992-1994 (2)  | 1500m (2), 5000m (1), 10.000m (2)                                                     |
| 11 | Karin Enke        | GDR | 3    | 4      | 1     | 8  | 1980-1988 (3)  | 500m (3), 1000m (2), 1500m (2), 3000m (1)                                             |
| 11 | Gunda Niemann     | GER | 3    | 4      | 1     | 8  | 1992-1998 (3)  | 1500m (3), 3000m (2), 5000m (3)                                                       |
| 13 | Martina Sáblíková | CZE | 3    | 2      | 2     | 7  | 2010-2022 (4)  | 1500m (1), 3000m (2), 5000m (4)                                                       |
| 14 | Ard Schenk        | NED | 3    | 1      | 0     | 4  | 1968-1972 (2)  | 1500m (2), 5000m (1), 10.000m (1)                                                     |
| 14 | Tomas Gustafson   | SWE | 3    | 1      | 0     | 4  | 1984-1988 (2)  | 5000m (2), 10.000m (2)                                                                |
| 16 | Anni Friesinger   | GER | 3    | 0      | 2     | 5  | 1998-2010 (4)  | 1000m (1), 1500m (1), 3000m (1), ploeg (2)                                            |
| 16 | Irene Schouten    | NED | 3    | 0      | 2     | 5  | 2018-2022 (2)  | 3000m (1), 5000m (1), massastart (2)                                                  |
| 18 | Hjalmar Andersen  | NOR | 3    | 0      | 0     | 3  | 1952 (1)       | 1500m (1), 5000m (1), 10.000m (1)                                                     |
| 18 | Yvonne van Gennip | NED | 3    | 0      | 0     | 3  | 1988 (1)       | 1500m (1), 3000m (1), 5000m (1)                                                       |
| 18 | Marianne Timmer   | NED | 3    | 0      | 0     | 3  | 1998, 2006 (2) | 1000m (2), 1500m (1)                                                                  |
| 18 | Jorien ter Mors   | NED | 3    | 0      | 0     | 3  | 2014, 2018 (2) | 1000m (1), 1500m (1), ploeg (1)                                                       |
| 18 | Kjeld Nuis        | NED | 3    | 0      | 0     | 3  | 2018, 2022 (2) | 1000m (1), 1500m (2)                                                                  |

## Statistieken

### Schaatsmedailles per jaar
| Land                           | 24 | 28 | 32 | 36 | 48 | 52 | 56 | 60 | 64 | 68 | 72 | 76 | 80 | 84 | 88 | 92 | 94 | 98 | 02 | 06 | 10 | 14 | 18 | 22 | Totaal |
| ------------------------------ | -- | -- | -- | -- | -- | -- | -- | -- | -- | -- | -- | -- | -- | -- | -- | -- | -- | -- | -- | -- | -- | -- | -- | -- | ------ |
| België                         | -  | -  | -  | -  | -  | -  | -  | -  | -  | -  | -  | -  | -  | -  | -  | -  | -  | 1  | -  | -  | -  | -  | 1  | -  | 2      |
| Canada                         | -  | -  | 5  | -  | -  | 1  | -  | -  | -  | -  | -  | 1  | 1  | 3  | -  | -  | 1  | 5  | 3  | 8  | 5  | 2  | 2  | 1  | 38     |
| China                          |    |    |    |    |    |    |    |    |    |    |    |    | -  | -  | -  | 2  | 1  | -  | -  | 2  | 1  | 1  | 1  | -  | 8      |
| DDR                            |    |    |    |    |    |    |    |    |    | -  | -  | 1  | 4  | 11 | 13 |    |    |    |    |    |    |    |    |    | 29     |
| Duitsland                      |    | -  | -  | -  |    | -  |    |    |    |    |    |    |    |    |    | 11 | 6  | 6  | 8  | 3  | 4  | -  | -  | -  | 38     |
| Duits eenheidsteam             |    |    |    |    |    |    | -  | 2  | -  |    |    |    |    |    |    |    |    |    |    |    |    |    |    |    | 2      |
| Finland                        | 8  | 4  | -  | 4  | 2  | -  | 1  | 1  | 2  | 2  | -  | -  | -  | -  | -  | -  | -  | -  | -  | -  | -  | -  | -  | -  | 24     |
| Italië                         | -  | -  | -  | -  | -  | -  | -  | -  | -  | -  | -  | -  | -  | -  | -  | -  | -  | -  | -  | 3  | -  | -  | 1  | 1  | 5      |
| Japan                          | -  | -  | -  | -  | -  | -  | -  | -  | -  | -  | -  | -  | -  | 1  | 1  | 4  | 2  | 3  | 1  | -  | 3  | -  | 6  | 1  | 22     |
| Kazachstan                     |    |    |    |    |    |    |    |    |    |    |    |    |    |    |    |    | -  | 1  | -  | -  | -  | -  | -  | -  | 1      |
| Nederland                      | -  | -  | -  | -  | -  | 3  | -  | 1  | 1  | 9  | 9  | 5  | 4  | -  | 7  | 4  | 4  | 11 | 8  | 9  | 7  | 23 | 16 | 6  | 126    |
| Noord-Korea                    |    |    |    |    |    |    |    |    | 1  |    | -  |    |    | -  | -  | -  |    | -  |    | -  | -  | -  | -  | -  | 1      |
| Noorwegen                      | 7  | 6  | 2  | 6  | 6  | 6  | 2  | 3  | 7  | 4  | 4  | 5  | 7  | 1  | -  | 5  | 5  | 1  | 2  | -  | 1  | -  | 4  | 1  | 85     |
| Oostenrijk                     | -  | -  | -  | 1  | -  | -  | -  | -  | -  | -  | -  | -  | -  | -  | 2  | 1  | 2  | -  | -  | -  | -  | -  | -  | -  | 6      |
| Polen                          | -  | -  | -  | -  | -  | -  | -  | 2  | -  | -  | -  | -  | -  | -  | -  | -  | -  | -  | -  | -  | 1  | 3  | -  | -  | 6      |
| Rusland                        |    |    |    |    |    |    |    |    |    |    |    |    |    |    |    |    | 5  | -  | -  | 3  | 2  | 3  |    |    | 13     |
| Olympische atleten uit Rusland |    |    |    |    |    |    |    |    |    |    |    |    |    |    |    |    |    |    |    |    |    |    | 1  | -  | 1      |
| Sovjet-Unie                    |    |    |    |    |    |    | 7  | 12 | 12 | 2  | 3  | 9  | 4  | 9  | 2  |    |    |    |    |    |    |    |    |    | 60     |
| Tsjechië                       |    |    |    |    |    |    |    |    |    |    |    |    |    |    |    |    | -  | -  | -  | -  | 3  | 2  | 2  | -  | 7      |
| Verenigde Staten               | 1  | 1  | 5  | 1  | 2  | 2  | -  | 2  | 1  | 5  | 4  | 6  | 8  | -  | 3  | 2  | 3  | 2  | 8  | 7  | 4  | -  | 1  | -  | 68     |
| Bondsrepubliek Duitsland       |    |    |    |    |    |    |    |    |    | 1  | 2  | -  | -  | -  | -  |    |    |    |    |    |    |    |    |    | 3      |
| Wit-Rusland                    |    |    |    |    |    |    |    |    |    |    |    |    |    |    |    |    | 1  | -  | -  | -  | -  | -  | -  | -  | 1      |
| Zuid-Korea                     |    |    |    |    | -  |    | -  | -  | -  | -  | -  | -  | -  | -  | -  | 1  | -  | -  | -  | 1  | 5  | 2  | 7  | 1  | 17     |
| Zweden                         | -  | -  | -  | -  | 3  | 1  | 2  | 1  | 1  | 2  | 2  | -  | -  | 2  | 2  | -  | -  | -  | -  | -  | -  | -  | -  | 1  | 17     |

### Clean sweeps
In onderstaand overzicht staan alle onderdelen waarop een land het volledige podium in beslag nam.
| Spelen           | Onderdeel           | NOC         | Goud                     | Zilver            | Brons              |
| ---------------- | ------------------- | ----------- | ------------------------ | ----------------- | ------------------ |
| 1964 Innsbruck   | 500 meter vrouwen   | Sovjet-Unie | Lidia Skoblikova         | Irina Jegorova    | Tatjana Sidorova   |
| 1964 Innsbruck   | 5000 meter mannen   | Noorwegen   | Knut Johannesen          | Per Ivar Moe      | Fred Anton Maier   |
| 1984 Sarajevo    | 3000 meter vrouwen  | DDR         | Andrea Schöne            | Karin Enke        | Gabi Schönbrunn    |
| 1992 Albertville | 5000 meter vrouwen  | Duitsland   | Gunda Niemann            | Heike Warnicke    | Claudia Pechstein  |
| 1998 Nagano      | 10.000 meter mannen | Nederland   | Gianni Romme             | Bob de Jong       | Rintje Ritsma      |
| 1998 Nagano      | 3000 meter vrouwen  | Duitsland   | Gunda Niemann-Stirnemann | Claudia Pechstein | Anni Friesinger    |
| 2014 Sotsji      | 5000 meter mannen   | Nederland   | Sven Kramer              | Jan Blokhuijsen   | Jorrit Bergsma     |
| 2014 Sotsji      | 500 meter mannen    | Nederland   | Michel Mulder            | Jan Smeekens      | Ronald Mulder      |
| 2014 Sotsji      | 1500 meter vrouwen  | Nederland   | Jorien ter Mors          | Ireen Wüst        | Lotte van Beek     |
| 2014 Sotsji      | 10.000 meter mannen | Nederland   | Jorrit Bergsma           | Sven Kramer       | Bob de Jong        |
| 2018 Pyeongchang | 3000 meter vrouwen  | Nederland   | Carlijn Achtereekte      | Ireen Wüst        | Antoinette de Jong |

1. ↑  Op de Olympische Winterspelen van 2014 kwam het voor de eerste en enige keer voor dat een land de posities nummer 1 t/m 4 innam. Nederland presteerde dit op de 1500 meter voor vrouwen (Marrit Leenstra werd vierde).

Chamonix 1924 · 
St. Moritz 1928 · 
Lake Placid 1932 · 
Garmisch-Partenkirchen 1936 · 
St. Moritz 1948 · 
Oslo 1952 · 
Cortina d'Ampezzo 1956 · 
Squaw Valley 1960 · 
Innsbruck 1964 · 
Grenoble 1968 · 
Sapporo 1972 · 
Innsbruck 1976 · 
Lake Placid 1980 · 
Sarajevo 1984 · 
Calgary 1988 · 
Albertville 1992 · 
Lillehammer 1994 · 
Nagano 1998 · 
Salt Lake City 2002 · 
Turijn 2006 · 
Vancouver 2010 · 
Sotsji 2014 · 
Pyeongchang 2018 · 
Peking 2022 · 
Milaan 2026
Lijst van olympische medaillewinnaars